# Lucasium occultum
Espèce
Synonymes
- Diplodactylus occultus King, 1982

Lucasium occultum est une espèce de geckos de la famille des Diplodactylidae.

## Répartition
Cette espèce est endémique du Territoire du Nord en Australie. Elle se rencontre dans le bassin des Alligator Rivers.

## Description
C'est un gecko terrestre, nocturne et insectivore, il est assez petit, brun-ocre avec des motifs plus clairs. La tête est rouge-jaune, avec de grands yeux, et les pattes sont bien séparées, avec des doigts largement écartés. La queue est épaisse et atteint environ 50 % de la taille du corps.

## Publication originale
- (en) King, Braithwaite, & Wombey, 1982 : « A new species of Diplodactylus (Reptilia: Gekkonidae) from the Alligator Rivers region, Northern Territory ». Transactions of the Royal Society of South Australia, vol. 106, no 1, p. 15-18 (lire en ligne).